# Erin Baker
Erin Baker  née le 2 mai 1961 à Kaiapoi en Nouvelle-Zélande est une triathlète professionnelle, multiple vainqueur sur triathlon  Ironman et première championne du monde de triathlon sur courte distance de la Fédération internationale de triathlon (ITU).

## Biographie

### Jeunesse
Née en 1961 à Kaiapoi en Nouvelle-Zélande au sein d'une fratrie de huit enfants, elle commence à courir en compétition à l'âge de 15 ans et montre de réelles capacités sportives.

### Carrière en triathlon
Elle est entraînée par John Hellemans mais elle fait le choix de développer et de contrôler sa carrière seule et se revendique comme « autodidacte ».  Elle est la première championne du monde de triathlon, compétition organisée par la naissante Fédération internationale de triathlon (IUT) à Avignon en 1989. Elle remporte par deux fois en 1987 et 1990 le championnat du monde d'Ironman à kailua-Kona (Hawaï). En 1991 elle gagne le championnat du monde de duathlon.

### Notoriété et engagement public
En 1981, Erin Baker est reconnue coupable d'avoir lancé des projectiles sur les forces de l'ordre, tout en protestant contre la tournée de l'équipe de rugby d'Afrique du Sud en Nouvelle-Zélande, ce pays pratiquant alors l'apartheid. Cet acte l'empêche d'entrer aux États-Unis et de prendre part pendant plusieurs années à des compétitions américaines.
Elle est aussi connue pour ses protestations lors des compétitions Ironman à Hawaï notamment quand elle se révolte contre la différence de gain entre les vainqueurs hommes qui reçoivent une voiture en plus de leurs primes et les vainqueurs féminines qui n'ont rien de plus pour les mêmes efforts. Elle exprime ses opinions librement et à de nombreuses occasions, se forgeant une réputation de triathlète vindicative et controversée. Elle met un terme à sa carrière de triathlon en 1994 avec un record de 104 victoires en 121 participations à des triathlons internationaux.   
Erin Baker est nommée « Triathlète de la décennie » par le magazine américain Triathlète Competitor. Le magazine commente son succès ainsi : « Nous avons cessé d'essayer de comprendre Erin, nous l'acceptons seulement comme elle est, la meilleure triathlète féminine qui ait jamais vécu ». En 1993, elle devient membre de l'Ordre de l'Empire britannique, pour les services rendus en tant que triathlète. 
Erin Baker vit désormais à Christchurch, Nouvelle-Zélande avec son mari le triathlète Scott Molina vainqueur également en 1988 de l'Ironman d'Hawaï. Elle fut également élue au conseil municipal de Christchurch et a siégé au conseil de la santé du district de Canterbury et dans les conseils de Jade Stadium Ltd et Canterbury Marketing Ltd.

## Palmarès
Le tableau présente les résultats les plus significatifs (podium) obtenus sur le circuit international de duathlon et de triathlon depuis 1985,.
| Année    | Compétition                                  | Pays             | Position          | Temps           |
| -------- | -------------------------------------------- | ---------------- | ----------------- | --------------- |
| 1994     | Coupe du monde - l'étape de Cleveland        | États-Unis       | Médaille d'or     | 2 h 3 min 19 s  |
| 1994     | Coupe du monde - l'étape de Wilkes-Barre     | États-Unis       | Médaille d'or     | 2 h 10 min 50 s |
| 1994     | Ironman Nouvelle-Zélande                     | Nouvelle-Zélande | Médaille d'or     | 8 h 17 min 33 s |
| 1993     | Ironman - Championnat du monde à Kailua-Kona | États-Unis       | Médaille d'argent | 9 h 8 min 4 s   |
| 1991     | Championnats du monde de duathlon            | États-Unis       | Médaille d'or     | 3 h 13 min 13 s |
| 1991     | Coupe du monde - l'étape de Las Vegas        | États-Unis       | Médaille d'or     | 2 h 21 min 54 s |
| 1991     | Ironman - Championnat du monde à Kailua-Kona | États-Unis       | Médaille d'argent | 9 h 23 min 37 s |
| 1991     | Ironman Canada                               | Canada           | Médaille d'or     | 9 h 13 min 18 s |
| 1990     | Ironman - Championnat du monde à Kailua-Kona | États-Unis       | Médaille d'or     | 9 h 13 min 42 s |
| 1990     | Ironman Canada                               | Canada           | Médaille d'or     | 9 h 5 min 28 s  |
| 1990     | Ironman Nouvelle-Zélande                     | Nouvelle-Zélande | Médaille d'or     | Timing          |
| 1989     | Championnat du monde                         | France           | Médaille d'or     | 2 h 10 min 1 s  |
| 1988     | Ironman - Championnat du monde à Kailua-Kona | États-Unis       | Médaille d'argent | 9 h 12 min 14 s |
| 1988     | Triathlon International de Nice              | France           | Médaille d'or     | 6 h 27 min 6 s  |
| 1987     | Ironman - Championnat du monde à Kailua-Kona | États-Unis       | Médaille d'or     | 9 h 37 min 25 s |
| 1987     | Ironman Nouvelle-Zélande                     | Nouvelle-Zélande | Médaille d'or     | 8 h 17 min 3 s  |
| 1986     | Ironman Nouvelle-Zélande                     | Nouvelle-Zélande | Médaille d'or     | 8 h 26 min 3 s  |
| 1985     | Triathlon International de Nice              | France           | Médaille d'or     | 6 h 37 min 21 s |
| 1985     | Ironman Australie                            | Australie        | Médaille d'or     | Timing          |
| Duathlon |                                              |                  |                   |                 |
| 1994     | Powerman Duathlon                            | Suisse           | Médaille d'or     | 7 h 7 min 22 s  |
| 1992     | Powerman Duathlon                            | Suisse           | Médaille d'or     | 6 h 58 min 1 s  |